# Кашина Орзине (Павија)
Кашина Орзине је насеље у Италији у округу Павија, региону Ломбардија.
Према процени из 2011. у насељу је живело 12 становника. Насеље се налази на надморској висини од 85 м.